# Doris Self
Doris Self (18 de septiembre de 1925 - Plantation, 3 de octubre de 2006) fue una competidora de videojuegos estadounidense que obtuvo reconocimiento en la década de 1980 como «la campeona de videojuegos más longeva del mundo». En el Libro Guinness de los récords de 2007, Self fue reconocida como la competidora de videojuegos más longeva del mundo. El documental The King of Kong: A Fistful of Quarters (El rey de Kong: un puñado de monedas de 25 centavos) detalla la lucha de Self por recuperar su condición de «campeona más longeva» de manos de John Lawton, cofundador de 72 años del Funspot Family Fun Center de Weirs Beach, New Hampshire, que había conseguido el título mundial con Depthcharge.

## Trayectoria
La carrera de Self en Q*bert estuvo precedida por la de azafata de vuelo. A los 19 años, fue una de las primeras azafatas de Eastern Air Lines, graduándose en 1945 como miembro de la primera promoción de azafatas de Eastern Air Lines. Y, en 1954, mientras trabajaba con Eddie Rickenbacker, coorganizó "The Silver Liners", la primera asociación de ex azafatas.
En 1983, a los 58 años, Doris Self se convirtió en una de las primeras jugadoras de competición al participar en el Video Game Masters Tournament de Twin Galaxies, batiendo además el récord mundial de puntuación de Q*bert  con 1.112.300 puntos, convirtiéndose en la campeona de viodejuegos más mayor del mundo.
En 2005, Self viajó a Londres para seguir intentando recuperar el récord mundial Q*bert. Fue una de las estrellas destacadas de la Classic Gaming Expo-UK, celebrada el sábado 13 de agosto de 2005 en Croydon (Reino Unido). Como miembro honorario del Equipo Nacional de Videojuegos de Estados Unidos, formó parte de un contingente de videojugadores que viajó a París (Francia) el día del cumpleaños de Napoleón (15 de agosto de 2005) para entregar en mano una proclama de 2,4 m de altura firmada por cientos de jugadores británicos que retaban a París a un campeonato de videojuegos Londres contra París.
Durante el fin de semana del 6 al 9 de abril de 2006, Self se enfrentó a Kelly Tharp, de Sellersburg (Indiana), en un concurso Q*bert muy publicitado, celebrado en Apollo Amusements de Pompano Beach (Florida). El evento, titulado "The King vs The Queen Q*bert Smackdown", se filmó como parte del documental King of Kong.
En el Libro Guinness de los récords de 2007, Self fue reconocida como la competidora de videojuegos más veterana del mundo. En el documental The King of Kong: A Fistful of Quarters, Billy Mitchell le regaló una máquina recreativa con el juego Q*Bert para que pudiera intentar recuperar el título de campeona mundial, en aquel entonces en manos de John Lawton.
Self seguía practicando y preparándose para su próximo intento de récord mundial en Q*bert cuando falleció a consecuencia de las heridas sufridas en un accidente automovilístico en Plantation (Florida), el 3 de octubre de 2006.

## Reconocimientos
En 1984, como competidora de Q*bert en el Torneo de Maestros del Videojuego de Twin Galaxies de 1984, Self consiguió una marca récord mundial de 1.112.300 puntos en la Configuración de Torneo de Twin Galaxies (TGTS), la configuración más difícil que sólo permite cinco hombres en el juego. En 2007, el Libro Guinness de los récords de 2007 reconoció a Selg como la competidora de videojuegos más longeva del mundo.